# Geoffrey Burnstock
Geoffrey Burnstock (Londres, 10 de mayo de 1929–2 de junio de 2020) fue un neurobiólogo británico, profesor emérito y presidente del Centro de Neurociencias Autonómicas de la Facultad de Medicina del University College de Londres. 
Pionero en el estudio de la señalización por nucleótidos y los transmisores ATP. Entre sus contribuciones al mundo científico destaca el conocimiento de la estructura, función y farmacología del sistema nervioso autónomo.

## Biografía
Nació en Londres en 1929. Realizó estudios de secundaria en la Escuela Gramática del Condado de Greenford en el año 1946. Un año después, en 1947, se alistó en las Fuerzas aéreas Británicas. Se formó en el King's College de Londres entre 1950 y 1953  donde obtuvo la licenciatura en matemáticas y física. Realizó el doctorado en el University College de Londres. Finalizó la investigación sobre zoología en 1957, basada en motilidad intestinal en los peces.
En 1975 ocupó el cargo de jefe del Departamento de Anatomía y Biología del Desarrollo de la University College de Londres, a la vez que fue nombrado coordinador del Centro de Neurociencia.
Entre los años 1995 y el 2000 fue el presidente de Sociedad Internacional de Neurociencia Autonómica (ISAN). Fue editor en jefe de las revistas científicas como Autonomic Neuroscience and Purinergic Signaling. y publicó más de 1 200 artículos de investigación, referencia en diferentes estudios ocupando el primer lugar entre los científicos más consultados y referenciados en Farmacología y Toxicología entre 1994 y 2004 según la lista elaborada por del Instituto de Información Científica.
Falleció el 2 de junio de 2020 a los noventa y un años.

## ATP
Tuvo un papel clave en el descubrimiento en 1972 del ATP como neurotransmisor.  Cuatro años después en 1976, propuso un nuevo avance sobre los neurotransmisores ATP, basada en la posibilidad de la liberación de varios neurotransmisores por parte de los nervios. En 1978 un nuevo estudio le permitió la identificación de receptores purinérgicos o  purinoceptores separados para adenosina (P1) y ATP (P2) y continuó con las investigaciones de la afectación de los mismos en los sistemas vascular, función ósea, renal, pulmonar y vesical, y el desarrollo embrionario. Los fármacos del tipo purigénicos tienen aplicación en enfermedades como la fibrosis quística, la arteriosclerosis o el cáncer entre otras enfermedades.

## Premios y reconocimientos

### Premios
- Medalla Royal de Plata de la Royal Society of Victoria (1970)[3]
- Medalla de Oro de la Royal Society (2000)[3]

### Reconocimientos
- Miembro de la Academia Australiana de Ciencias (1971).[3][4]
- Miembro de la Royal Society de Londres (1986).[3][4]

## Publicaciones
Publicó más de 1 200 artículos de investigación, referencia en diferentes estudios y publicaciones científicas.
- Adrenergic neurons : their organization, function and development in the peripheral nervous system (1975), coedición con Marcello Costa, Ed. Chapman and Hall, Londres.
- Somatic and Autonomic Nerve-Muscle Interactions (1983), Ed. Amsterdam : New York : Elsevier,
- ATP-gated P2X receptors in health and disease (2014), coedición con Baljit S. Khaki, Andrea Nistri y Rashid Giniatullin, Ed. Frontiers Media SA, Laussana.
- Nucleotides and regulation of bone cell function (2007), Boca Raton.
- Nonadrenergic Innervation of Blood Vessels : Putative Neurotransmitters, (2019),